# Бойга Барнеса
Бойга Барнеса (Boiga barnesii) — отруйна змія з роду Бойга родини Вужеві.

## Опис
Загальна довжина коливається від 35 до 60 см. Голова помірного розміру, звужується на кінці. Є великі очі з вертикальними зіницями. В наявності задньоборознисті отруйні ікла. Тулуб вузький та довгий. Хвіст довкий, чіпкий. На тулубі є 19 рядків кілеватої луски, луска на хребті найбільша.
Забарвлення спини помаранчеве, світло—коричневе, фіолетово—коричневе, світло—сіре або темно—сіре з пурпурно—коричневими хребетних плямами від потилиці до середини області хвоста. Голова темного пурпурно—чорного кольору з світло—сірою смугою позаду очного яблука. Черево кремове з сірими або коричневими плямами.

## Спосіб життя
Полюбляє вологі місцини, низини, пагорби. Зустрічається на висоті 600 м над рівнем моря. Практично усе життя проводить на деревах. Активна вночі. Харчується ящірками та сцинками.
Це яйцекладна змія. Самиця у січні відкладає від 2 до 4 яєць.
Отрута має середню ступінь токсичності, загалом не становить смертельної небезпеки для людини. До того ж це сумирна змія.

## Розповсюдження
Мешкає на південному заході о.Шрі-Ланка.